# Zojualo
Zojualo är en ort i Mexiko.   Den ligger i kommunen Tancanhuitz och delstaten San Luis Potosí, i den centrala delen av landet, 240 km norr om huvudstaden Mexico City. Zojualo ligger 286 meter över havet och antalet invånare är 411.
Terrängen runt Zojualo är lite kuperad, och sluttar österut. Runt Zojualo är det ganska tätbefolkat, med 124 invånare per kvadratkilometer. Närmaste större samhälle är Villa Terrazas, 13,8 km söder om Zojualo. I omgivningarna runt Zojualo växer huvudsakligen savannskog.